# Ave Cesaria
"Ave Cesaria" é uma canção escrita e produzida pelo cantor belga Stromae lançada em 21 de julho de 2014 como single de seu quarto álbum de estúdio Racine carrée. É uma homenagem a falecida cantora cabo-verdiana de morna Cesária Évora.

## Gráficos
| Chart (2013)  | Posição de pico |
| ------------- | --------------- |
| França (SNEP) | 105             |

| Chart (2014)                                  | Posição de pico |
| --------------------------------------------- | --------------- |
| Bélgica (Ultratop 50 da Valônia)              | 45              |
| França (SNEP)                                 | 97              |
| Bélgica (Ultratip Bubbling Under de Flandres) | 3               |